# Limnephilus stigma
Limnephilus stigma – chruścik z rodziny Limnephilidae. Larwy budują rurkowate, baryłkowate domki z fragmentów detrytusu, czasem z fragmentami roślin. Jest to gatunek w Polsce stosunkowo liczny i pospolity, o szerokim północno-palearktycznym rozmieszczeniu. W Europie nie występuje w Italii, Południowych Bałkanach i Islandii. W Polsce larwy licznie zasiedlają zbiorniki okresowe z turzycami (Carex), zarówno w strefie zalewowej dolin dużych rzek nizinnych, jak i zbiorniki krajobrazu otwartego (śródłąkowe, śródpolne) pojezierzy (Pojezierze Pomorskie, Pojezierze Mazurskie).
W Polsce Limnephilus stigma może być uważany za element północny i relikt polodowcowy, charakterystyczny dla krajobrazu tundrowego.
Larwy występują we wszystkich typach wód śródlądowych oraz w estuariach (Botosaneanu i Malicky 1978). W Polsce występuje głównie na nizinach (Tomaszewski 1965). Limneksen, typowy dla turzycowych zbiorników okresowych i astatycznych.
Na Pojezierzu Pomorskim larwy łowione w niewielkiej liczbie w kilku jeziorach lobeliowych, w zgrupowaniu z Trichostegia minor, w szuwarach turzycowych. Na Pojezierzu Mazurskim w jeziorach spotykane sporadycznie, raczej w zbiornikach małych, zanikających, torfowiskowych i dystroficznych, głównie wśród turzyc i trzcin. Imagines złowione nad jez. Mikołajskim i Oświn. Larwy występowały licznie w kilku starorzeczach Doliny Narwi oraz Biebrzy. Kilkanaście larw złowiono w dużych limnokrenach Wyżyny Krakowsko-Częstochowskiej, a jedną w stawie dolinnym Karkonoszy.
W Europie Północnej pospolity we wszystkich rodzajach wód stojących oraz w zalewach morskich, imagines spotykane nad jeziorami. Imagines spotykane nad jeziorami Niemiec, Bałkanów i Kaukazu. Larwy obecne w jeziorach Zachodniej Syberii.